# Главин, Василий Андреевич
Василий Андреевич Главин (4 мая 1928 — 14 ноября 2012) — передовик советского сельского хозяйства, комбайнёр совхоза «Сараевский» Сараевского района Рязанской области, Герой Социалистического Труда (1973).

## Биография
Родился 4 мая 1928 года в селе Сысои Сараевского района Рязанского округа Московской области (ныне — Рязанская область). Отец, Андрей Кириллович, заслуженный учитель школы РСФСР, преподавал в местной школе, в 1937 году был арестован и сослан в Сибирь, в 1943 году освобождён по состоянию здоровья, реабилитирован в 1958 году. Мать умерла, когда Василию было 4 года. Старший брат Николай, командир стрелкового отряда, погиб в 1943 году на фронте.
В возрасте пятнадцати лет, когда шла Великая Отечественная война, Василий Андреевич трудоустроился в колхоз «Красный пахарь». В 1944 году поступил учиться на курсы трактористов и после до 1948 года работал в Сараевской машинно-тракторной станции. В 1948 году был призван на службу в Советскую Армию. Служил в Австрии. Уволился со службы в 1951 году.
В 1951—1952 годах обучался в Сапожковском СПТУ. С 1952 года работал в Желобовской машинно-тракторной станции, которая в 1957 году влилась в Сараевскую МТС. С 1956 года трудился в колхозе имени Ворошилова, преобразованного в 1964 году в совхоз «Сараевский», где и проработал до 1992 года механизатором.
В 1973 году добился высоких производственных результатов в работе, намолотил 1400 тонн зерна.
Указом Президиума Верховного Совета СССР от 11 декабря 1973 года за большие успехи, достигнутые во Всесоюзном социалистическом соревновании, и проявленную трудовую доблесть в выполнении принятых обязательств по увеличению производства и продажи государству зерна и других продуктов земледелия в 1973 году Василию Андреевичу Главину присвоено звание Героя Социалистического Труда с вручением ордена Ленина и золотой медали «Серп и Молот».
Знатный механизатор, который по обмену опытом посещал с дружественным визитом зарубежные государства, был в Польше, Италии, Кубе.
Активно занимался общественной деятельностью. Являлся членом Совета ветеранов района. Избирался делегатом XXV Съезда КПСС, избирался членом бюро Сараевского райкома партии, членом Рязанского обкома партии. Был депутатом областного Совета народных депутатов XVIII и XIX созывов. Удостоен звания «Почётный гражданин Сараевского района».
Проживал в Сараевском районе Рязанской области. Умер 14 ноября 2012 года.

## Награды
За трудовые успехи удостоен:
- золотая звезда «Серп и Молот» (11.12.1973)
- орден Ленина (11.12.1973)
- Орден Октябрьской Революции
- два Ордена Трудовой Красного Знамени
- Орден Дружбы народов
- другие медали.

- Почётный гражданин Сараевского района Рязанской области.